# Trond Einar Elden
Trond Einar Elden (* 21. Februar 1970 in Namdalseid) ist ein ehemaliger norwegischer Skisportler, der in der Nordischen Kombination und im Skilanglauf international erfolgreich war. Er gilt als einer der besten Skilangläufer bei den Nordischen Kombinierern. 42 Siege konnte er in den Konkurrenzen im Langlauf-Teil erringen. Besser war lange Zeit nur sein Bruder Bård Jørgen Elden, der auf 62 Langlauf-Siege bei den Kombinierern kam.

## Werdegang

### Nordische Kombination
Elden, der jüngere Bruder des ebenfalls erfolgreichen Skilangläufers und Nordischen Kombinierers Bård Jørgen Elden, begann als Fünfjähriger mit dem Skisport in seiner Geburtsstadt Namdalseid beim Namdalseid IL. Später besuchte er mit seinem Bruder gemeinsam das Skigymnasium in Steinkjer. Sein internationales Debüt gab Elden bei der Nordischen Junioren-Skiweltmeisterschaft 1988 in Saalfelden am Steinernen Meer. Dabei gewann er mit seinem Bruder Bård und Jon Andersen die Goldmedaille im Teamwettbewerb. Kurze Zeit später gewann er in Vang bei den Norwegischen Meisterschaften 1988 im Team die Goldmedaille. Zum Ende der Saison 1987/88 gab er in Falun sein Debüt im Weltcup der Nordischen Kombination. Dabei gewann er als 11. auf Anhieb seine ersten Weltcup-Punkte.
Im Januar 1989 gehörte Elden schließlich fest zum Nationalkader und stand bei seinem insgesamt erst zweiten Weltcup in Schonach im Schwarzwald als Dritter erstmals auf dem Podium. Eine Woche später verpasste er sein zweites Podium als Vierter in Reit im Winkl nur knapp. Bei der Nordischen Skiweltmeisterschaft 1989 in Lahti sicherte sich Elden vor Andrei Dundukow und Trond Arne Bredesen den Weltmeistertitel im Einzel und gewann auch im Teamwettbewerb gemeinsam mit seinem Bruder und Bredesen die Goldmedaille.
Zum Saisonende gelang ihm in Oslo und Falun zweimal in Folge der Sieg bei Einzel-Weltcups. Damit schloss er die Saison 1988/89 auf dem sechsten Rang der Weltcup-Gesamtwertung. Bei der zum Saisonende ausgetragenen Nordischen Junioren-Skiweltmeisterschaft 1989 in Vang gewann er weitere zwei Goldmedaille. Auch bei den Norwegischen Meisterschaften 1989 in Konnerud und Steinkjer war er mit dem Titel im Einzel und im Team erfolgreich.
Die Saison 1989/90 verlief für Elden nicht wie erwartet. So stand er zwar zweimal im Januar und März als Dritter auf dem Podium, landete aber oftmals auch nicht unter den besten zehn. Lediglich bei der Junioren-Weltmeisterschaft 1990 in Štrbské Pleso gewann er erneut zweimal Gold. Erst zur Saison 1990/91 fand er auch im Weltcup den Weg zurück in die Weltspitze. In seiner erfolgreichsten Saison, die er auf dem dritten Gesamtrang abschloss, gewann er insgesamt drei Weltcups und stand einmal auf Rang zwei.
Nachdem er in die Saison 1991/92 erneut mit zwei guten sechsten Plätzen in Courchevel und Schonach gestartet war, gehörte er zum Kader für die Olympischen Winterspiele 1992 in Albertville. Gemeinsam mit Knut Tore Apeland und Fred Børre Lundberg gewann er im Teamwettbewerb die Silbermedaille. Im Einzel erreichte er nur einen neunten Rang, nachdem er zwar den Langlauf überlegen gewonnen hatte, jedoch im Skispringen nur auf hinteren Rängen landete. Bei seinem letzten Weltcup der Saison stand er als Zweiter in Trondheim noch einmal auf dem Podium. Nur wenige Wochen zuvor gewann er an gleicher Stelle Silber bei den Norwegischen Meisterschaften.
Bei der Nordischen Skiweltmeisterschaft 1993 im schwedischen Falun gewann er im Einzel hinter Kenji Ogiwara und seinem Landsmann Knut Tore Apeland die Bronzemedaille. Mit der Mannschaft reichte es hinter Japan zur Silbermedaille. In der Saison 1993/94 konnte Elden in allen Weltcup-Wettbewerben Top-10-Platzierungen erreichen. In der Gesamtwertung reichte es am Ende zu Rang sechs. Bei den Norwegischen Meisterschaften 1994 in Rena noch einmal Gold mit der Mannschaft. Zuvor war er nur wenig erfolgreich bei den Olympischen Winterspielen 1994 in Lillehammer gestartet und kam dort als dritter Norweger über den achten Rang im Einzel nicht hinaus. Im Teamwettbewerb gehörte er nicht zur Mannschaft.
In der Folge gelang es Elden nur, in der erweiterten Weltspitze zu bleiben. Oftmals landete er nur jenseits der besten zehn. Siege erreichte er keine mehr. Auch national kam er bei den Meisterschaften nicht über Bronze- oder Silbermedaillen hinaus. Nur bei den Norwegischen Meisterschaften 1997 in Mo i Rana landete er mit der Mannschaft erneut ganz oben auf dem Podest.
Bei den Nordischen Skiweltmeisterschaften 1999 in Ramsau am Dachstein startete Elden im Sprint und erreichte dabei den 10. Platz. Mit der Mannschaft gewann er zwei Tage zuvor noch einmal Silber. Im März 2000 bestritt er seinen letzten Weltcup in der Nordischen Kombination in Santa Caterina und erreichte mit Rang 15 noch einmal einen Weltcup-Punkt. Am Tag zuvor war er im Team-Massenstart gemeinsam mit Kenneth Braaten und Kristian Hammer noch einmal auf dem dritten Platz gelandet.

### Skilanglauf
In der Saison 2000/01 wechselte Elden von der Nordischen Kombination zum Skilanglauf. Dabei gab er beim Skilanglauf-Continental-Cup in Orsa und landete als Dritter auch auf Anhieb auf dem Podium. Im Februar 2001 konnte Elden beim Sprint-Weltcup im tschechischen Nové Město na Moravě hinter seinem Landsmann Morten Brørs Platz zwei belegen und stand damit auch erstmals im Skilanglauf-Weltcup auf dem Podium. Am Saisonende belegte er den fünften Gesamtrang in der Sprintwertung des Gesamtweltcups. Auch im Dezember 2001 gelang Elden in Salzburg der Lauf aufs Podium. Bei den Olympischen Winterspielen 2002 in Salt Lake City startete er erstmals im Skilanglauf und errang im Sprint den 15. Platz. Er beendete seine internationale Sportkarriere im Januar 2005 mit einem FIS-Rennen in den Granåsen. Auf nationaler Ebene war sein größter Erfolg im Skilanglauf der vierte Platz bei den Norwegischen Meisterschaften 2003 in Sjøvegan im Sprint.

### Nach der Karriere
Seit 2005 unterstützt er die US-amerikanische Nationalmannschaft der Nordischen Kombinierer als Langlauf-Trainer. 2008 übernahm er diesen Posten bei den Norwegern.

## Erfolge

### Nordische Kombination

#### Weltcupsiege im Einzel
| Nr. | Datum         | Ort   | Disziplin                |
| --- | ------------- | ----- | ------------------------ |
| 1.  | 3. März 1989  | Oslo  | Gundersen K120 / 15,0 km |
| 2.  | 11. März 1989 | Falun | Gundersen K90 / 15,0 km  |
| 3.  | 2. März 1991  | Lahti | Gundersen K90 / 15,0 km  |
| 4.  | 8. März 1991  | Falun | Gundersen K90 / 15,0 km  |
| 5.  | 15. März 1991 | Oslo  | Gundersen K120 / 15,0 km |

#### Weltcup-Statistik
Die Tabelle zeigt die erreichten Platzierungen im Einzelnen.
- Platz 1.–3.: Anzahl der Podiumsplatzierungen
- Top 10: Anzahl der Platzierungen unter den ersten zehn
- Punkteränge: Anzahl der Platzierungen innerhalb der Punkteränge
- Starts: Anzahl gelaufener Rennen in der jeweiligen Disziplin

| Platzierung         | Einzel a | Sprint | Massenstart | Team   | Team    | Gesamt |
| Platzierung         | Einzel a | Sprint | Massenstart | Sprint | Staffel | Gesamt |
| ------------------- | -------- | ------ | ----------- | ------ | ------- | ------ |
| 1. Platz            | 5        |        |             |        |         | 5      |
| 2. Platz            | 2        |        |             |        |         | 2      |
| 3. Platz            | 8        | 1      |             |        | 1       | 10     |
| Top 10              | 51       | 7      |             |        | 1       | 59     |
| Punkteränge         | 67       | 14     | 1           |        | 1       | 83     |
| Starts              | 72       | 14     | 1           |        | 1       | 88     |
| Stand: Karriereende |          |        |             |        |         |        |

### Weltcup-Platzierungen
| Saison    | Platz | Punkte |
| --------- | ----- | ------ |
| 1987/88   | 29.   | 05     |
| 1988/89   | 06.   | 077    |
| 1989/90   | 07.   | 078    |
| 1990/91   | 03.   | 123    |
| 1991/92   | 05.   | 050    |
| 1992/93   | 07.   | 044    |
| 1993/94   | 06.   | 713    |
| 1994/95   | 07.   | 642    |
| 1995/96   | 14.   | 501    |
| 1996/97   | 08.   | 581    |
| 1997/98   | 26.   | 342    |
| 1998/99   | 15.   | 621    |
| 1999/2000 | 23.   | 446    |

### Skilanglauf

#### Weltcup-Statistik
Die Tabelle zeigt die erreichten Platzierungen im Einzelnen.
- 1.–3. Platz: Anzahl der Podiumsplatzierungen
- Top 10: Anzahl der Platzierungen unter den ersten zehn
- Punkteränge: Anzahl der Platzierungen innerhalb der Punkteränge
- Starts: Anzahl gelaufener Rennen in der jeweiligen Disziplin
- Hinweis: Bei den Distanzrennen erfolgt die Einordnung gemäß FIS.

| Platzierung         | Distanzrennen a | Distanzrennen a | Distanzrennen a | Distanzrennen a | Distanzrennen a | Skiathlon Verfolgung | Sprint | Etappen- rennen b | Gesamt | Team   | Team    |
| Platzierung         | ≤ 5 km          | ≤ 10 km         | ≤ 15 km         | ≤ 30 km         | > 30 km         | Skiathlon Verfolgung | Sprint | Etappen- rennen b | Gesamt | Sprint | Staffel |
| ------------------- | --------------- | --------------- | --------------- | --------------- | --------------- | -------------------- | ------ | ----------------- | ------ | ------ | ------- |
| 1. Platz            |                 |                 |                 |                 |                 |                      |        |                   |        |        |         |
| 2. Platz            |                 |                 |                 |                 |                 |                      | 1      |                   | 1      |        |         |
| 3. Platz            |                 |                 |                 |                 |                 |                      |        |                   |        |        |         |
| Top 10              |                 |                 |                 |                 |                 |                      | 7      |                   | 7      | 1      |         |
| Punkteränge         |                 |                 |                 |                 |                 |                      | 14     |                   | 14     | 1      | 1       |
| Starts              |                 |                 | 1               | 1               | 1               |                      | 16     |                   | 19     | 1      | 1       |
| Stand: Karriereende |                 |                 |                 |                 |                 |                      |        |                   |        |        |         |

## Auszeichnungen
Bereits 1991 wurde Elden mit der Holmenkollen-Medaille geehrt. 2004 bekam er den Egebergs Ærespris verliehen.